# Emma Andijewska

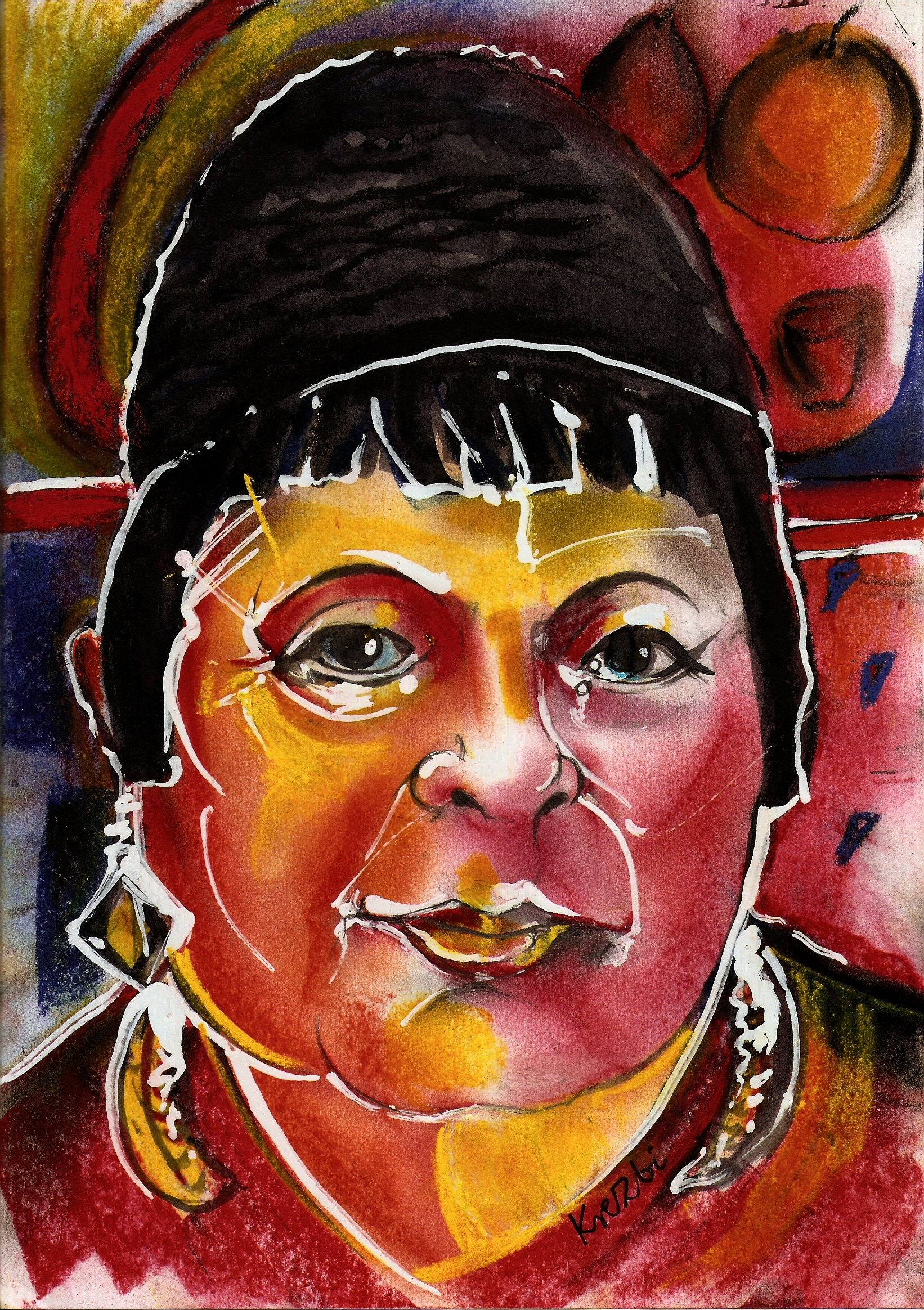
Emma Andijewskaja
autor Zbigniew Kresowaty

Emma Andijewska, ukr. Емма Андієвська (ur. 19 marca 1931 w Stalino) – ukraińska poetka, prozaiczka i malarka.

## Życiorys
Urodziła się w 1931 w ukraińskim mieście Stalino (w 1961 przemianowanym na Donieck). Ojciec był chemikiem-wynalazcą, matka – nauczycielką biologii. W dzieciństwie A. przeprowadziła się z rodziną do Kijowa. Tam zastała ją II wojna światowa. Ojciec zginął z rąk władzy radzieckiej, prawdopodobnie z obawy, aby jego odkrycia nie dostały się w ręce Niemców.
W wieku 12 lat, w 1943 uciekła z rodziną na Zachód. Na początku mieszkała w Niemczech (tu zdobyła wyższe wykształcenie), później we Francji, a następnie w latach 50. przeniosła się do Nowego Jorku. Była członkiem Grupy Nowojorskiej, ugrupowania literackiego utworzonego w 1958, skupiającego pisarzy ukraińskich z Ameryki Północnej. Na początku lat 60. powróciła do Monachium, gdzie mieszka i tworzy do dziś.
Wychowywana była przez matkę w języku rosyjskim. Po uświadomieniu sobie swojej ukraińskiej narodowości i tożsamości, porzuciła całkowicie rosyjski i obecnie z premedytacją nigdy go nie używa. Tworzy w języku ukraińskim, czasem po francusku lub niemiecku. 
Uchodzi za najwybitniejszą przedstawicielkę nurtu modernistycznego we współczesnej emigracyjnej literaturze ukraińskiej. Znana jest na Zachodzie także jako malarka. Jej obrazy są przedmiotem licznych wystaw na całym świecie: w Niemczech, Kanadzie, Francji, USA, Australii, Brazylii, Szwajcarii i na Ukrainie. Większość swoich prac malarskich rozdaje jako upominki, rzadko sprzedaje. Swój styl malarski określa jako „anidijewkizm”. Jest to styl zapożyczony z surrealizmu, naturalizmu i ekspresjonizmu.
Andijewska jest członkinią Państwowego Związku Pisarzy Ukrainy, ukraińskiego Pen Clubu, a także Wolnej Akademii w Monachium. W 2002 – za intelektualną odwagę – została laureatką Orderu Niezależnego Kulturologicznego Czasopisma „Ji” (Lwów).
Jej mężem był od 1959 Iwan Koszeliweć (1907–1999), ukraiński literaturoznawca i historyk literatury, redaktor naczelny miesięcznika Suczasnist.

## Twórczość literacka
Emma Andijewska jest autorką tomików poezji, a także zbiorów utworów pisanych prozą. Debiutowała na początku lat 50. zbiorem wierszy.

## Nagrody
- 2018 - Narodowa Nagroda im. Tarasa Szewczenki

## Poezja
- Поезія (Nowy Jork, 1951)
- Народження ідола (Nowy Jork, 1958)
- Риба і розмір (Nowy Jork, 1961)
- Кути опостінь (Nowy Jork, 1962)
- Первні (Monachium, 1964)
- Базар (Monachium, 1967)
- Пісні без тексту (Monachium, 1968)
- Наука про землю (Monachium, 1975)
- Кав'ярня (Monachium, 1983)
- Спокуси святого Антонія (Monachium, 1985)
- Вігілії (Monachium, 1987)
- Архітектурні ансамблі (Monachium, 1989)
- Знаки.Тарок (Kijów, 1995)
- Межиріччя (Kijów, 1998)
- Сеґменти сну (Monachium, 1998)
- Вілли над морем (Lwów, 2000)
- Атракціони з орбітами й без (Lwów, 2000)
- Хвилі (Kijów, 2002)

## Proza
- Породож, opowiadanie (Monachium, 1955; wznowienie - Kijów, 1995)
- Тигри, opowiadanie (Nowy Jork, 1962)
- Джалапіта, opowiadanie (Nowy Jork, 1962)
- Герострати, powieść (Monachium, 1971)
- Роман про добру людину, powieść (Monachium, 1973; wznowienie - Kijów, 1992)
- Роман про людське призначення, powieść (Monachium, 1982; wznowienie - Kijów, 1992)
- Казки, bajki (Paryż-Lwów-Zwickau, 2000)
- Проблема голови, zbiór opowiadań (Lwów, 2000).

## Literatura
- Łazar A.K. Analiza i interpretacja powieści Emmy Andijewskiej z uwzględnieniem elementów postmodernizmu: praca magisterska - Warszawa 2002.
- Soroka P., Emma Andijewśka: Literaturnyj portret, Tarnopol 1998. ISBN 967-529-081-5
- Mykoła Zymomrya, Polifonizm prozy Emmy Andijewśkoji, Drohobycz 2004. ISBN 978-966-388-168-3